# Mark Paston
Mark Paston, född den 13 december 1976, är en nyzeeländsk före detta fotbollsspelare. Han spelade senast för Wellington Phoenix FC i den australiensiska och nyzeeländska proffsligan A-League. Han spelade även i Nya Zeelands fotbollslandslag.

## Klubbkarriär
Paston började sin karriär hemma i Nya Zeeland i Napier City Rovers AFC. 2003 flyttade han till den engelska klubben Bradford City AFC. Det blev tretton matcher för Paston i Bradford den säsongen innan han säsongen därpå bytte klubb till Walsall FC. Där blev det endast nio matcher under säsongen. Därefter flyttade Paston till Skottland och St. Johnstone FC, men inte heller där blev det så mycket speltid, endast två matcher.
2006 flyttade Paston tillbaka till Nya Zeeland och till New Zealand Knights FC som då låg i den australiensiska och nyzeeländska proffsligan A-League. Efter en säsong där lades klubben ner och Paston flyttade till Wellington och den då nybildade klubben Wellington Phoenix FC som ersatte New Zealand Knights FC i A-League. Han var vanligtvis andremålvakt bakom Glen Moss, men när Moss lämnade Wellington för spel i Melbourne Victory FC 2009 så fick Paston allt mer speltid. I december 2009 råkade Paston ut för en skada på skenbenet vilket förstörde resten av 2009/2010 års säsong.

## Landslagskarriär
Paston debuterade för Nya Zeelands landslag den 21 september 1997 i en match mot Indonesien. Därefter fick han inte spela någon landskamp förrän 2003. Han har sedan dess konkurrerat om platsen som förstemålvakt med sin forne klubbkompis Glen Moss.
Paston stod i båda matcherna i det avgörande kvalet till VM 2010 mot Bahrain. Han höll nollan i båda matcherna och Nya Zeeland kvalade därmed för andra gången någonsin in till fotbolls-VM. Skenbensskadan som ådrog sig i december 2009 riskerade att hota hans deltagande i VM, men då skadan läkt bra och hans rival om målvaktsplatsen, Glen Moss, är avstängd under de första två matcherna kommer Paston med största sannolikhet vara förstahandsvalet som målvakt i VM.